# NGC 7383
NGC 7383 (również PGC 69809) – galaktyka soczewkowata (SB0), znajdująca się w gwiazdozbiorze Pegaza. Odkrył ją 27 listopada 1850 roku Bindon Stoney – asystent Williama Parsonsa.